# ジョセフ・デシェイ
ジョセフ・デシェイ（英: Joseph Desha, 1768年12月9日 - 1842年10月11日）は、ケンタッキー州選出アメリカ合衆国下院議員および第9代ケンタッキー州知事を務めたアメリカ合衆国の政治家である。ナント勅令廃止後に、ユグノーだったデシェイの祖先はフランスからアメリカ合衆国ペンシルベニア州に逃亡し、そこでデシェイが生まれた。デシェイの家族は現在のテネシー州ギャラティン近くに入植し、そこではインディアンとの多くの抗争に巻き込まれることになった。これらの抗争でデシェイの兄弟2人が殺されたことが、北西インディアン戦争のときに"マッド"アンソニー・ウェインのインディアンに対する作戦に志願する動機となった。この時までにケンタッキー州メイソン郡に移転していたデシェイは、軍隊で活動した記録を生かして、ケンタッキー州議会で数期議員を務めることになった。
1807年、6期務めたアメリカ合衆国議会下院議員の最初の任期に選出された。民主共和党の中ではタカ派と認められ、米英戦争を支持した。1813年、軍隊任務を志願し、テムズの戦いでは1個師団を指揮した。戦後議会に戻ると、不人気だった年金法に反対したことで、ケンタッキー州選出の唯一の議員となった。次の選挙で他の現職議員がほとんど全て落選したのに対し、この法に反対したデシェイが再選されることになった。1818年には再選を求めず、1820年に州知事選挙に出馬したが、ジョン・アデアのために敗れた。1824年までに、1819年恐慌がケンタッキー州の経済を破滅させており、デシェイは再度州知事選に出馬して、州内の大型債務者階級の救済をほとんど唯一の公約にして選挙運動を行った。結果は大差で当選し、債務者救済の支持者が両院を支配した。ケンタッキー州控訴裁判所が、デシェイと州議会の大半が推進した債務者救済法を覆した後で、議会は裁判所を廃し、代わりの裁判所を創って、デシェイが支持者を判事に指名した。旧裁判所はこの異動の合法性認定を拒否し、旧裁判所対新裁判所論争と呼ばれた期間に、州内に最終審が2つ存在することになった。
デシェイは州知事に当選したときに人気があったが、その任期中に起きた2つの論争で評判に傷が付いた。1つはトランシルベニア大学学長からホレス・ホリーを更迭したときのデシェイの役割についてだった。この大学の評議員会の宗教的保守派が、ホリーはリベラルに過ぎると反対したのに対し、デシェイのホリーに対する反対は、デシェイの政敵ヘンリー・クレイとホリーが友人だったことに基づいていた。1825年末の議会に対する演説でデシェイがホリーを厳しく批判した後、ホリーは辞任した。デシェイの息子アイザックが殺人罪に問われたときに、デシェイの評判に対する新たな打撃となった。デシェイの知事としての影響力もあって、2回の有罪判決が覆された。3回目の裁判を待っている間にアイザックが自殺未遂を犯した後、デシェイは彼に恩赦を出した。これら論争に加えて、経済が好転し、デシェイの政敵側が1825年と1826年の州議会選挙で躍進することになった。議会はいわゆる「デシェイ裁判所」を廃止し、デシェイの拒否権も覆して、裁判所論争を終わらせた。デシェイは最後の抵抗で、州知事公邸の明け渡しを拒否すると脅したが、最後は黙諾し、後継者である国民共和党のトマス・メトカーフに知事職を渡した。その任期が切れるとき、公的生活からも引退し、1842年10月11日にケンタッキー州ジョージタウンの息子の家で死んだ。

## 生い立ちと初期の経歴
ジョセフ・デシェイは1768年12月9日に、ペンシルベニア州モンロー郡で生まれた。父はロバート・デシェイ、母はエレノア・（ウィーラー）・デシェイだった。フランスのユグノーの子孫であり、先祖達はユグノーを宗教的迫害から保護していたナント勅令廃止後に、フランスからペンシルベニア州に逃亡してきた。デシェイは州内田園部の学校で限られた教育を受けた。1781年7月、デシェイ家はケンタッキー州ファイエット郡に移転し、翌年には現在のテネシー州ギャラティン市近く、当時カンバーランド地区と呼ばれた所に入植した。弟のロバート・デシェイは後にテネシー州選出アメリカ合衆国下院議員になった。
フロンティアの開拓者の大半と同様に、デシェイ家もテネシーに移った後は度々インディアンとの紛争に遭遇し、デシェイは15歳から22歳の間に何度か対インディアン軍事遠征に志願した。そのような遠征の中で、デシェイと共に戦っていた兄弟2人が殺された。戦争の後、ウィリアム・ウィットリーと共にクラブオーチャードに住んだ。1789年12月にはマーガレット・"ペギー"・ブレッドソーと結婚した。2人の結婚生活の中で13人の子供が生まれた。1792年、デシェイ家はケンタッキー州メイソン郡に移転し、そこで農夫として働いた。1794年、ウィリアム・ハリソン中尉の下で、北西インディアン戦争に参加した。この年8月20日におきたフォールン・ティンバーズの戦いでは、"マッド"アンソニー・ウェイン将軍がインディアンを潰走させた時に加わっていた。
1797年、民主共和党員としてケンタッキー州議会下院議員に当選し、政治の世界に入った。1798年に議会でケンタッキー州決議について議論したとき、全院委員会の議長をしていた。1799年から1802年にも再度下院議員を務め、1802年から1807年は州上院議員となった。この議員と同時期に州民兵隊にも仕え続けていた。1798年1月23日には第29連隊の少佐に指名された。1799年3月23日に大佐に昇進し、1805年9月5日には准将となり、ケンタッキー州民兵隊第7旅団長となった。1806年12月24日には少将となったが、第7旅団に留まった。

## アメリカ合衆国下院議員と米英戦争
1807年、6期務めたアメリカ合衆国議会下院議員の最初の任期に、無投票で選出された。有能な演説家として知られていたが、演説の回数は多くなく、「多く考え、あまり喋らないのが」最善だと主張していた。第一次アメリカ合衆国国定銀行の認証更新については、投資家の多くが外国人だったので反対した。特にイギリス王ジョージ3世が大株主であるという事実を心配していた。ジョージ3世は当時発狂の瀬戸際にあると多くの者が考えていた。1811年、結局国定銀行の認証更新は行わないことになった。

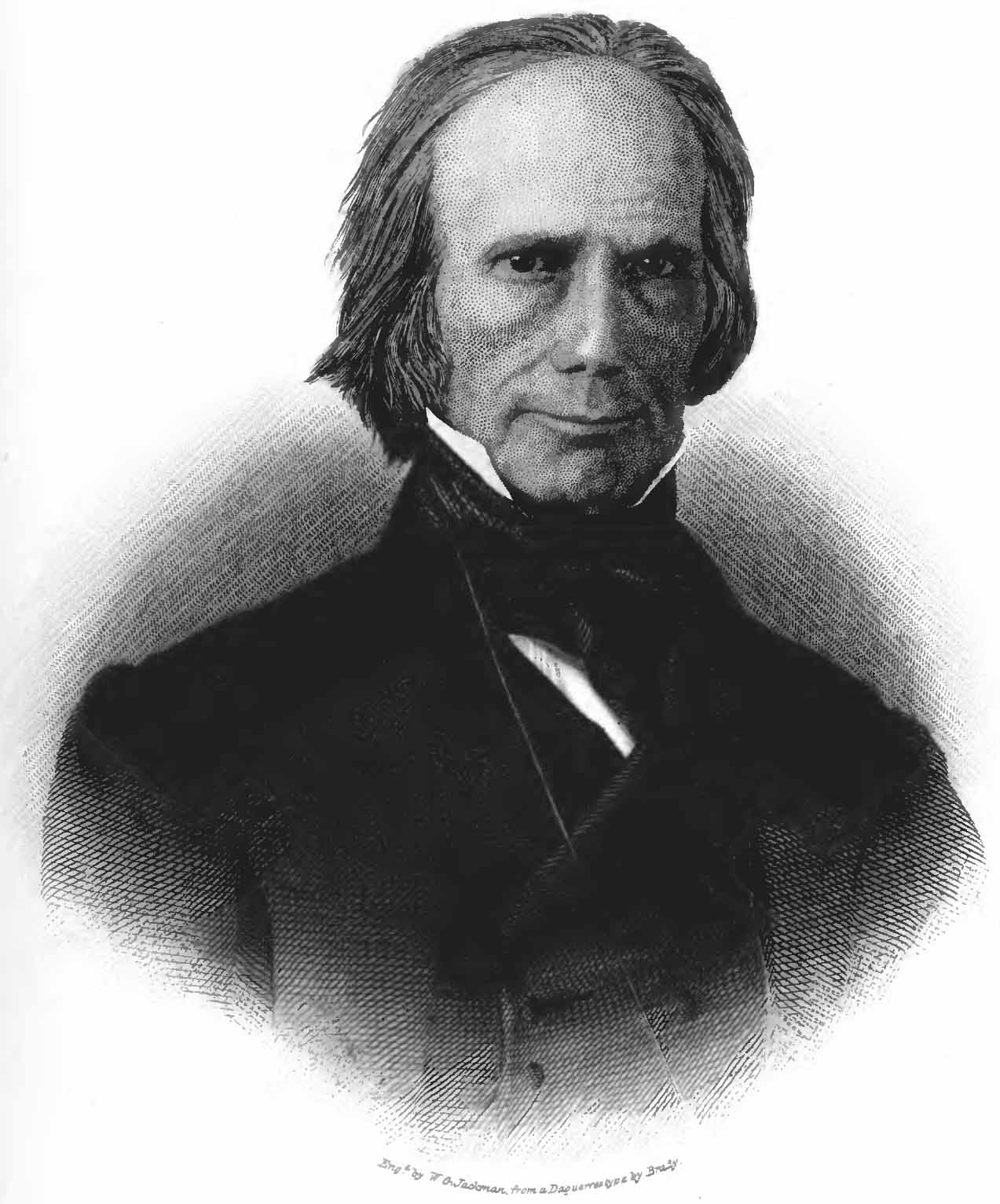
ヘンリー・クレイ、下院タカ派の指導者

下院議員としての初期には、イギリスとフランスからアメリカの領土を守るために適切な軍隊を保有することを提唱した。トーマス・ジェファーソン大統領の1807年通商禁止法と関連する法を支持した。タカ派と見なされており、同じケンタッキー州から選出されて下院議長を務めていたタカ派の指導者ヘンリー・クレイが、第12会期（1811年–1813年）の下院外交関係委員会の委員にデシェイを選んだ。クレイの期待に添い、商船を武装させる法案、アメリカ陸軍正規兵の数を増やす法案、ジェームズ・マディソン大統領が軍務に志願兵部隊を受け入れることを認める法案など、下院に提出された戦争遂行手段を一貫して支持した。メイコンの法案1号には不満を表明し、「イギリスがこのアメリカ大陸でカナダあるいはノバスコシアを保持している」限り、通称禁止も制裁処置全ても失敗すると主張した。ただし、カナダの併合が引き起こす金銭と人的両面の高い費用を認めても居た。1812年6月4日、イギリスに対する宣戦布告に賛成票を投じ、米英戦争が公式に始まることになった。
デシェイは議会の会期休会後にケンタッキー州に戻った。アッパー・カナダに対するウィリアム・ハリソンの作戦に仕えるために、州知事アイザック・シェルビーによる志願兵の呼びかけに応じた。デシェイは少将に任官され、ケンタッキー州民兵隊第2師団長となった。この3,500名の師団は、第2および第5旅団、第11連隊で構成され、ケンタッキー州ニューポートのオハイオ川岸で集結された。この師団はハリソンの軍隊に加わり、1813年10月5日のテムズの戦いでは、デトロイトからイギリス軍の撤退を強制し、イギリスと同盟するインディアンをその左翼で押しとどめて、アメリカ軍の勝利に貢献した。歴史家のベネット・H・ヤングに拠れば、デシェイの昔からの友人ウィリアム・ウィットリーがこの戦闘の前夜に死の予感を感じており、そのライフル銃と薬筒をデシェイに渡して、その愛のメッセージと共にウィットリーの妻に渡してくれるよう頼んだ。ウィットリーは翌日の戦闘で本当に死んだ。
デシェイは次の会期でアメリカ合衆国下院議員の務めを再開した。イギリスとの和平を追求することが優先され、アッパー・カナダの併合を追求しないことや、アメリカ人水夫に対するイギリスの強制徴募を無視するという決断に落胆した。戦争を終わらせることになったガン条約には不満だった。1813年遅くから1814年初めにかけて、議会がウィリアム・ハリソンに最高司令官の地位を与えることを検討したとき、デシェイはそれに反対した。なぜなら、ハリソンはテムズの戦いの後でイギリス軍ヘンリー・プロクターの部隊を追撃しないという判断を下し、アイザック・シェルビーの執拗な督促があった後でやっとその判断を下したからだった。議会が北西方面軍の功績に対する感謝決議からハリソンの名前を外し、議会金メダルの授与も保留するという決断を下したのは、デシェイの反対が強い要因だった。ハリソンもシェルビーもデシェイの発言内容を否定し、この問題はデシェイが下院議員に再選される可能性を落としていたので、発言の一部を撤回した。戦闘後にオンタリオのサンドウィッチで開かれた作戦会議でハリソンは追撃に慎重だったと友人の何人かに告げただけであり、追撃に関してハリソンとシェルビーの間に意見の不一致があったか自ら目撃したのではないと主張した。
デシェイは下院に戻ってから次第に保守的になり、アメリカ海軍の拡大には一貫して抵抗した。また、アメリカ合衆国陸軍長官ジェームズ・モンローが、平時に2万名の常備軍を維持すると要請したことにも反対した。大きな常備軍を維持することは、大きな連邦政府の支持者が増税する言い訳を与えることになると論じ、常備軍は6,000名でよいと提案した。下院では連邦党と民主共和党保守派が連衡し、デシェイの提案を賛成75票、反対65票で可決した。しかし、上院では法案の修正が行われ、常備軍は15,000名を要求した。法案は両院協議会に掛けられ、結局1万名の妥協案が成立した。
第14会期（1815年–1817年）では、1816年年金法に反対したことで、12人いたケンタッキー州選出の議員の中で唯一の者となった。この法は同じくケンタッキー州選出リチャード・メンター・ジョンソンが提案したものであり、議会の年金を修正し、議会開会中に「日当」6ドルを支払う代わりに、年俸で一律1,500ドルを支払うというものだった。この案は選挙民の間で著しく不人気だった。法案に賛成したケンタッキー州選出議員は、人気の高かったジョンソンとヘンリー・クレイを除き、次の選挙で議席を失った。彼等は再選を辞退したか、対抗馬に敗れたかのどちらかだった。
デシェイは第15会期（1817年–1819年）には公共支出委員会の委員長を務めた。1818年3月14日、サウスカロライナ州選出議員ウィリアム・ラウンズが提案した内国改良の建設資金に連邦予算を割り当てる権限を議会に与える法案に対し、反対票を投じたが少数派になった。デシェイは1818年の選挙には出馬しなかった。

## 1820年州知事選挙

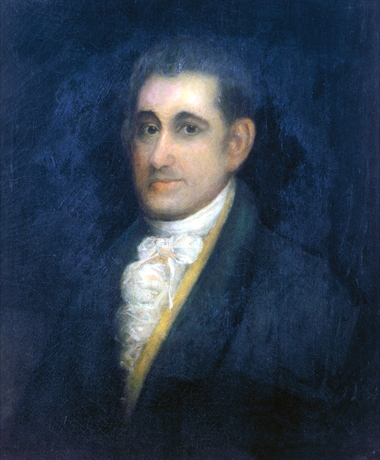
ジョン・アデア、1820年州知事選挙でデシェイを破った

1820年ケンタッキー州知事選挙では、デシェイが4人の候補の1人となった。アメリカ合衆国史の中でも最初の財政危機である1819年恐慌の後であり、選挙運動の論点は債務者の救済だった。現職のガブリエル・スローター知事は、州内の大型債務者階級に有利となる手段、特にルイビル市とレキシントン市にある第二合衆国銀行の支店に対して懲罰的課税を行うことについてロビー活動を行った。この頃は第二政党制がまだ発展していなかったが、債務者救済問題に関しては2つの対立する党派があった。第1の党派は主に信用で大規模な土地を購入した土地投機家で構成され、財政危機のために負債を払えなくなっていた者達であり、救済党あるいは救済派と呼ばれ、債務者に有利な手段の法制化を求めていた。これに反対したのが反救済党あるいは反救済派であり、主に州内の特権階級で構成され、その多くは土地投機家の債権者であり、政府の干渉無しに債務が履行されることを求めていた。政府の干渉が無いことが実質的に債務者を助けるのであり、救済することは経済不況を長引かせるだけだと主張した。
デシェイは明らかに救済党の側に付いたが、その派閥の指導者ジョン・アデアは米英戦争の退役兵であり、ニューオーリンズの戦いで、アンドリュー・ジャクソンが臆病だと告発した部下のケンタッキー兵を弁護したことで、その人気が高まっていた。アデアは20,493票を得て接戦をものにした。次点はウィリアム・ローガンの19,947票、デシェイは12,418票、アンソニー・バトラーは9,567票だった。救済派が州議会の両院も支配した。多くの債務者救済法がアデアの任期中に成立したが、その任期が終わり近くなった頃に、ケンタッキー州控訴裁判所が、人気があり広範な債務者救済法の1つを違憲だと裁定し、次の州知事選挙でも再度債務者救済問題が中心命題となった。

## 1824年州知事選挙
憲法の規定によりアデアは二期連続して州知事になることができなかったので、1824年州知事選挙ではデシェイが最初に出馬の意志を公表した候補者となった。1823年遅くには選挙運動を始めており、1824年5月にクリストファー・トンプキンスが出馬を宣言するまで、ほとんど反対は無かった。トンプキンスはバーボン郡出身の知名度の低い判事であり、熱烈に反救済派の原則を支持した。50年間軍人として務めた古参兵ウィリアム・ラッセル大佐も反救済派の立場で出馬した。それほど雄弁でもなく、派の言い分に精通している訳でもなかったが、政敵が少なく、その軍歴によって選挙民の間に大きな尊敬を得ていた。
トンプキンスとその支持者達が主に州内の新聞（その大半は反救済派だった）を通じて選挙運動を行ったのに対し、デシェイは州内を歩き、街頭演説を行った。特に綱領がある訳ではなく、専ら「司法による権利侵害」に反対し、「全権は人民に属する」という考え方に集中した。一般には救済党候補者と認められていたが、歴史家のアーント・M・スティックルズは、デシェイがある郡部では反救済党の言い分を使ったと述べている。デシェイはトンプキンスの判事としての記録を攻撃し、一貫して第二合衆国銀行と現行控訴裁判所を支持していると主張した。トンプキンスはこのことで州内の農夫に対して直接公然と反対の立場を採っているのであり、もしトンプキンスが当選したならば、州は知事ではなく司法府によって治められることを意味すると、デシェイは語った。州内の新聞は、反救済党が債務者を迫害するのと同じやり方でデシェイを迫害していると主張した。また、トンプキンスは反救済党の真の選択ではなく、出馬を宣言した最初の候補者であることで支持されているに過ぎないとも告発した。それまで第三の候補者として有権者の支持を訴えていたラッセルの支持層もこの主張に同意し、トンプキンスは反救済党候補者の中で諒解されていた期限の前に出馬宣言した者であり、ラッセルに対して不公平な利点を得ていると主張した。
反救済党はデシェイに対して多くの線で攻撃を始めた。デシェイが具体的選挙綱領を明確にしようとしていないことは、あらゆることを全人民に委ねようとしていることを示していると主張した。デシェイの軍歴を攻撃し、師団長を約束されて初めて米英戦争従軍を志願したのであり、戦闘を邪魔し、ハリソン将軍がイギリス軍とインディアンを追撃しようとしたときもそれを思いとどまらせ、軍務の後は政府に過大な費用を請求したと攻撃した。デシェイの政歴も精査と攻撃の対象になった。反救済党は、特権階級に対して州内農夫の権益を対抗させるという単一の目的でデシェイが特定の立場を支持してきたと主張した。1816年年金法の場合はそれに反対したにも拘わらず、密かに賛成の立場を採り、その成立に協力したと告発した。強力で装備の行き届いた陸軍と海軍に賛成した言い分とは対照的に、実際には軍事予算の増額に反対の投票をしたと主張した。デシェイが信頼に値しないという更なる証拠として、1816年アメリカ合衆国大統領選挙の選挙人として、ケンタッキー州では全会一致でジェームズ・モンローを支持していたにも拘わらず、ウィリアム・H・クロウフォードに票を投じたとも指摘した。
デシェイは選挙運動を始めた頃に有力候補だと一般に認識されていたが、選挙日が近付くに連れて、反救済党の攻撃に耐え、それを薄れさせることができるかを疑う者が出始めた。しかし、デシェイ支持の新聞である「フランクフォート・アンガス」は自信を持ったままであり、救済党の候補者が4対1の差で勝利すると予測していた。投票日にデシェイは総投票数の60%近い38,378票を獲得して快勝し、反救済党が強い郡部でも大多数の票を得た。トンプキンスは22,499票であり、中央ケンタッキー州にその支持が集中していた。ラッセルが3,900票で最下位だった。デシェイと議会におけるその同盟者達はこの勝利を、債務者救済を強力に推進することに対する有権者の委任を受けたと解釈した。

## ケンタッキー州知事

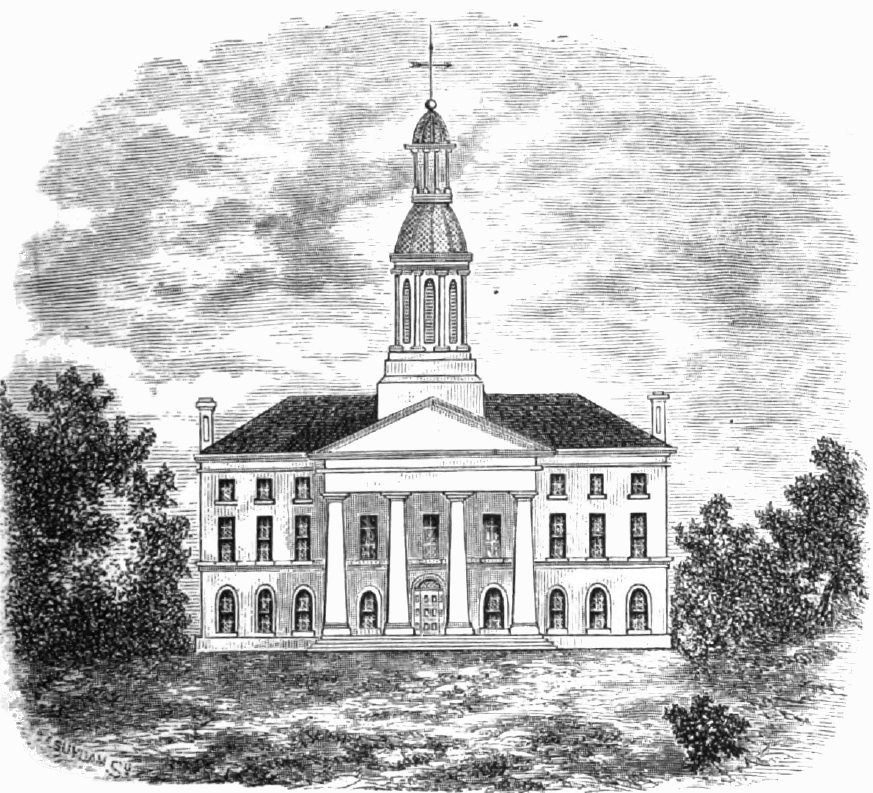
ケンタッキー州会議事堂、デシェイが当選して間もなく火事で焼失した

1824年11月4日、デシェイの当選からちょうど1か月後にケンタッキー州会議事堂が火事で焼失した。家具や記録の幾らかは救出されたが、まだ完成して4年しか経っていなかった議事堂が全壊した。1825年にラファイエットがアメリカ合衆国を再訪したとき、新しい議事堂はまだ建設されておらず、また知事公邸は小さくて適当なレセプションを行うには不適だったので、知事はこの賓客をウェイシガーの酒場で接待するしかなかった。
デシェイの知事としての功績は内国改良の分野だった。1825年、オハイオ滝の所にルイビル・アンド・ポートランド運河を創設する資金について、議会を説得した。この運河は1830年に開通して非常に有益であることを証明したので、この工事費用を、さらには利益を州と連邦政府、さらに民間投資家の間で分けるようにしたことをデシェイは後悔した。また、メイズビルからレキシントンを経てルイビルに居たる有料道路に州が投資することも促進した。州内で舗装道路を建設するために教育予算の過剰分を取っておくことも提案したが、議会はこの提案にあまり反応を示さなかった。

### 旧裁判所対新裁判所論争
ケンタッキー州の歴史家トマス・D・クラークは、デシェイが「破産した有権者の群れを救済するために軽率な約束をし、...その約束を実行するしかなくなった」と記している。議会に対するデシェイの最初の演説は、概して司法府、特にアメリカ合衆国最高裁判所に対する批判だった。最高裁は「グリーン対ビドル事件」の判決で、ケンタッキーが州になる以前にケンタッキー地区でバージニア州が認めた土地の権利は、後にケンタッキー州が認めた土地権利と異なる場合に、バージニア州の方が優先すると裁定したばかりだった。デシェイの司法府に対する強硬姿勢に力を得た救済派は、以前に債務者救済法について違憲の判断を下した控訴裁判所判事の排除に取りかかった。反抗的な判事に対して提案された最初の懲罰手段は、年給で25セントまで減給することだったが、このやり方は直ぐに止められた。次ぎに議会は判事達を名指しで排除しようとしたが、この排除を有効にするために必要な両院の3分の2以上を確保していないことに気付いた。
最終的に1824年12月9日、ケンタッキー州上院はケンタッキー州控訴裁判所を創設した法を撤廃し、州内に新しい最終審を設立する手段を通した。この法案は下院に送られ、12月23日まで活発な議論が続いた。深夜まで続いた議論中に、デシェイが議場に現れて、議員達に法案を支持するよう訴え、議論を終わらせるために実際に先決問題を排除させた。これは、ケンタッキー州の歴史家ローウェル・H・ハリソンの言葉を借りれば、「下院規則の目に余る違反」だった。下院は賛成54票、反対43票で法案を通し、デシェイが即座に署名して法制化した。

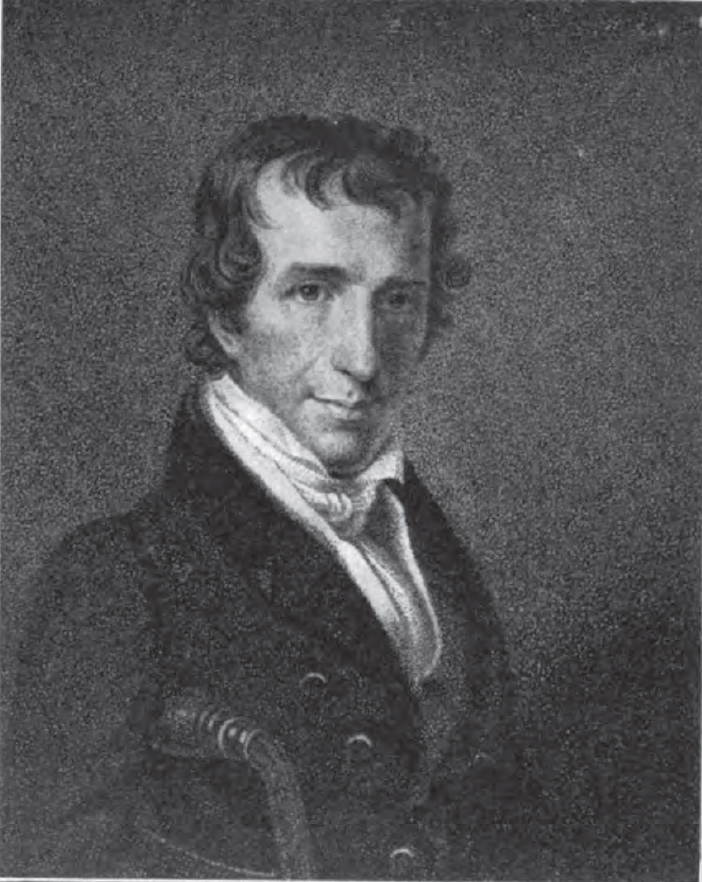
州務長官ウィリアム・T・バリー、新裁判所の長官にデシェイが選んだ人物

1825年1月20日、デシェイは新裁判所判事に4人を指名した。州務長官で元アメリカ合衆国上院議員のウィリアム・T・バリーを新裁判所の長官に選んだ。他の3人はレキシントンの弁護士ジェイムズ・ハギン、巡回裁判所判事ジョン・トリンブル（最高裁判事ロバート・トリンブルの兄弟）、ベンジャミン・パットンだった。中傷者が「デシェイの裁判所」と呼んだこの新裁判所判事の中で、歴史家のスティックルズはバリーが「旧裁判所判事と同じくらい法学者として経験、名声、能力を見せる手段を持っていた唯一の者に見える」としていた。旧裁判所事務官アキレス・スニードは新裁判所事務官フランシス・P・ブレアへの裁判記録引き渡しを拒んだので、ブレアは力ずくでスニードの事務所から記録を持ち出した。スニードは協力を拒んだので、法廷侮辱罪として10ポンドを科料された。旧裁判所はフランクフォートの教会で事件の審問を続け、一方新裁判所が公式の裁判所を占有した。どちらも互いを認知せず、どちらも州の最終審である合法性を主張した。州内の弁護士や判事の大半は旧裁判所の支持者であり、彼等の前で実務を続け、その規則を遵守したが、新裁判所を合法のものとして認めることを選ぶ者もいた。
デシェイとその閣僚全体で、1825年の州議会選挙には新裁判所候補のために選挙運動を行ったが、旧裁判所支持派が下院の多数となり、上院では新旧両派支持者が拮抗する結果になった。新しく招集された議会に対するデシェイのメッセージはこのときも銀行と司法への批判のままだったが、裁判所問題に妥協案を求めるよう議会に促すことになった。スティックルズは、たとえ新裁判所党派にとって面目を保つことになったとしても、デシェイが妥協を望む姿勢は誠実だったと記録している。議会が再度新しい判事団の指名を承認することになったとしても、デシェイは平等に両陣営から指名することになると約束していた。これとは別に判事の数を6人にして、両派から3人ずつ指名するという案もあった。ある議員は両裁判所の全判事が辞任し、それと共にデシェイ、副知事のロバート・B・マカフィ、議会の全議員も辞任し、州政府自体を基本的にリセットする案を提案した。この案は下院を通過したが、上院で握りつぶされた。下院は旧裁判所を再度認証する方法を成立させたが、上院では賛否同数となり、上院議長であるマカフィが反対票を投じて決着した。こうした中で1825年11月7日、この論争に関わりがあると言われたビーチャム＝シャープの悲劇と呼ばれた事件が起き、1826年にビーチャムが処刑された。
1826年までに州内の経済環境は著しく改善された。その結果、旧裁判所支持派の急速な高まりをみた新裁判所判事のうち2人が辞任した。デシェイは新たに3人の指名を提案したが、その3人とも無視するか拒絶した。最終的に1826年4月にジョン・テレマカス・ジョンソンが指名を受け入れ、1826年の任期では3人の判事だけで新裁判所が運営された。同年8月の選挙で、旧裁判所派が下院で56対44、上院で22対16とどちらも多数派になった。裁判所問題の行き詰まりを打開するために、デシェイは再度議会に妥協案の成立を促した。しかし、両院で旧裁判所派が多数であるので、断固として新裁判所を否定し、旧裁判所を回復し、新裁判所に関する法全てを撤廃する法案を通した。デシェイはこの法案に拒否権を使い、妥協案ではなく露骨に党派に偏った法案を通したことで議員を叱責した。1827年1月1日、議会はデシェイの拒否権を差し戻した。和解の動きの中で上院は新裁判所派であるジョージ・M・ビブに対するデシェイの指名を確認した。これは回復された旧裁判所の判事ジョン・ボイルが1826年11月に連邦裁判所判事の指名を受け入れて辞任してできた空席への指名だった。

### アイザック・デシェイの恩赦

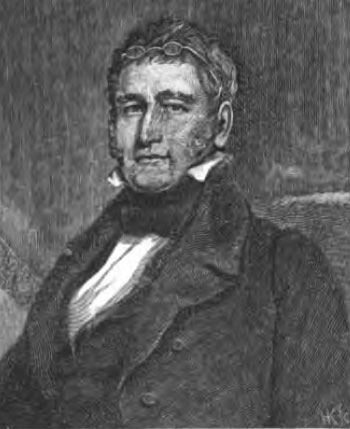
ジョン・ローワン上院議員、デシェイの息子の殺人事件公判を弁護した

デシェイは息子に恩赦を出したことでその評判をさらに悪化させた。1824年11月2日、アイザック・B・デシェイがケンタッキー州を訪れていたミシシッピ州人フランシス・ベイカーを残忍に殺害した。11月24日、議会におけるデシェイの支持者ジョン・ローワン上院議員が、フレミング郡巡回裁判所に対し、1825年1月17日に特別会期を招集するよう命令を出す法案を提出した。これはアイザック・デシェイの公判のためであり、同時に被告が裁判地をハリソン郡に変更する要請を選択できるようにするためのものだった。ハリソン郡は殺人現場から遠く離れているが、デシェイの出身郡であり、そこの役人達には大きな影響力を持っていた。11月26日に開催されたこの法案を検討するための議員委員会にデシェイ知事が出席し、議会全体に都合良く報告するよう求めた。委員会がその通りに行い、法案は12月4日に承認された。
12月に行われた公判でアイザック・デシェイは裁判地の変更を要請した。この事件はハリソン郡に移管され、1月初旬に開廷されることになった。ジョン・トリンブルがこの事件を審問することになったが、デシェイ知事は1824年遅くに旧裁判所を「廃止」したことに伴い、トリンブルを新控訴裁判所の判事に指名していた。トリンブルは自らレキシントンのジョージー・シャノン判事に訴えてこの事件を審問するよう要請した。デシェイ知事は息子のために手強い弁護団を集めた。新しく州務長官に指名したウィリアム・T・バリー、アメリカ合衆国上院議員に選出されたばかりのジョン・ローワン、元下院議員のウィリアム・ブラウンとT・P・トールだった。ウィリアム・K・ウォールと後のアメリカ合衆国下院議員ジョン・チェンバーズ、ハリソン郡とフレミング郡それぞれの州検察官が検事のマーティン・P・マーシャルと共同し、事件の告発にあたった。デシェイ知事は公判の度に出席し、弁護人と同席した。
父のデシェイが都合の良い裁判地、判事、弁護団を手配して最善を尽くしたにも拘わらず、1825年1月31日、陪審員はアイザック・デシェイを殺人罪で有罪とし、絞首刑を宣告した。ローワンは即座に陪審員の干渉を根拠に新たな裁判を要求し、シャノンは2月10日にこの要請を認めた。陪審員の選任が問題となり、ハリソン郡巡回裁判所開廷期の少なくとも4期を消費することになった。1825年9月、陪審名簿が最終決定した。判事はハリー・O・ブラウンであり、空席を埋めるためにデシェイ知事が一時的指名した者だった。息子のデシェイは再度有罪となり、1826年7月14日に絞首刑に処すると宣告された。ブラウン判事は、デシェイに対する起訴状にあるように、殺人がフレミングで起こったことを検察は証明していなかったので、判決を破棄した。検察は裁判地の変更が既に行われていたのでこれは全く重大でないと論じたが、判事の裁定が通り、デシェイ知事の評判は新たな打撃を受けることになった。
1826年7月、アイザック・デシェイは3回目の裁判を待っている間に保釈金を払って保釈された状態にあり、明らかに興奮した状態にあったが、自分の喉を切って自殺を図った。医者が切断された気管を銀の管で再接合して一命を取り留めた。アイザックは快復し、1827年6月に3度目の裁判に臨んだ。6月の開廷期に、デシェイの弁護団は多くの専断的忌避を行使し、再度陪審員の名簿作りをできないようにした。判事は次の開廷期までアイザックを保釈無しに拘束すると命令したが、この手続きに同席していたデシェイ知事が立ち上がり、息子に恩赦を与えると共に、判事を長々しい弁舌で非難した。幾つかの証言に拠れば知事は恩赦を認めたことで即座に辞職したが、公式の記録にはそのような行動が記録されていない。
アイザック・デシェイは釈放された後、偽名でテキサス州に旅し、そこで強盗を行い、別の男を殺した。家族的類似および以前に彼の命を救った銀の管でアイザックと同定された。アイザックは逮捕された後に、2つの殺人を自白した。1828年8月、公判を前にした日にアイザックは熱病で死んだ。

### ホレス・ホリーとの紛争

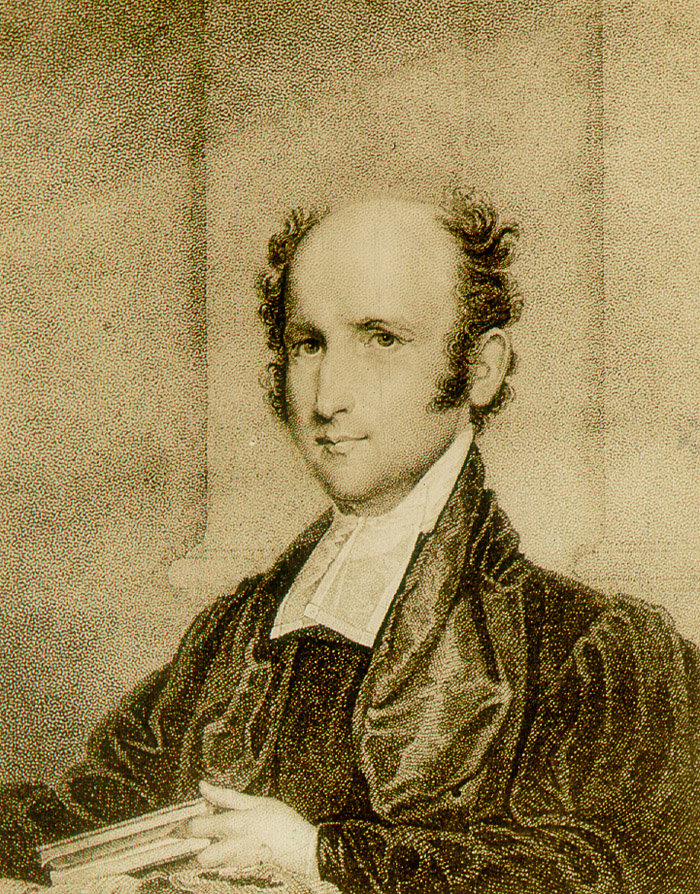
ホレス・ホリー、デシェイからの非難故にトランシルベニア大学学長の座を追われた

デシェイの知事就任中におきたもう一つの問題は、トランシルベニア大学学長ホレス・ホリーを拒絶したことだった。ホリーが1818年に学長に就任した時から、大学は全国的に著名になり、コンスタンティン・サミュエル・ラフィネスク、ダニエル・ドレイク、チャールズ・コールドウェル、ウィリアム・T・バリー、ジェシー・ブレッドソーなど、質が高く尊敬される教授陣を惹き付けてきた。しかし、ホリーがニューイングランドのユニタリアンを信奉していることで、多くのケンタッキー人にとってはあまりにリベラルだった。多くの者がホリーを異端者だと言い、大酒飲みで賭け事好きだと非難した。競馬で時間を過ごし、家にはヌードの古典的な彫像を置いていると批判された。
1824年アメリカ合衆国大統領選挙の時に、デシェイはホリー論争に引き込まれた。一般選挙ではどの候補者も過半数を制することができず、決着はアメリカ合衆国下院に持ち込まれた。デシェイとケンタッキー州議会の新裁判所派は、州選出の代議員にアンドリュー・ジャクソンに投票するよう指示したが、下院議長ヘンリー・クレイが率いた代議員団はこの指示を否定し、ジョン・クィンシー・アダムズに投票した。このことで、トランシルベニア大学理事でありホリーの支持者でもあるクレイがデシェイの政敵になった。アイザック・デシェイの裁判の後で、トランシルベニア大学の学生が大学の礼拝堂で知事を批判する演説を行ったことで、大学とホリーに対するデシェイの敵対心が悪化していった。ホリーはその演説の現場に居合わせたが、トランシルベニア大学の歴史家ジョン・D・ライト・ジュニアは、ホリーが前もってその学生の演題を知ってはおらず、それを聞いた後も内容を正すような動きがなかった、と記していた。しかし、学生が政治的にどのような立場を採ろうと、同時代の政治問題について率直に語るのを認めるのがホリーのやり方だった。ホリーが学生を制止しなかったために、州の最高行政官を無礼にも批判しているのを、それとなく認めた落ち度があるとデシェイは主張した。
1825年11月、デシェイは議会に対する教書演説でトランシルベニア大学とホリーを攻撃した。大学は前年の議会で割り当てられた公的資金を賢明に利用していないと主張し、特にホリーの学長としての給与はデシェイより高いと述べた。デシェイは最後に、ホリーが指導するトランシルベニア大学はあまりにエリート主義となってきており、学費が高いために他のものには成り得ないと主張した。デシェイや議会と話すためにフランクフォートにきたホリーは、デシェイの演説のときに出席していた。ホリーはその後で、レキシントンに戻る代わりに、辞表を提出した。大学理事会でホリーに同調する理事達はもう一年学長として留まるよう説得した。ケンタッキー州の歴史家ジェイムズ・クロッターは、ホリーが辞職したことで「おそらく世界的な大学となる最大のチャンスが無くなった」と述べていた。

### 知事としての遺産と引き継ぎ

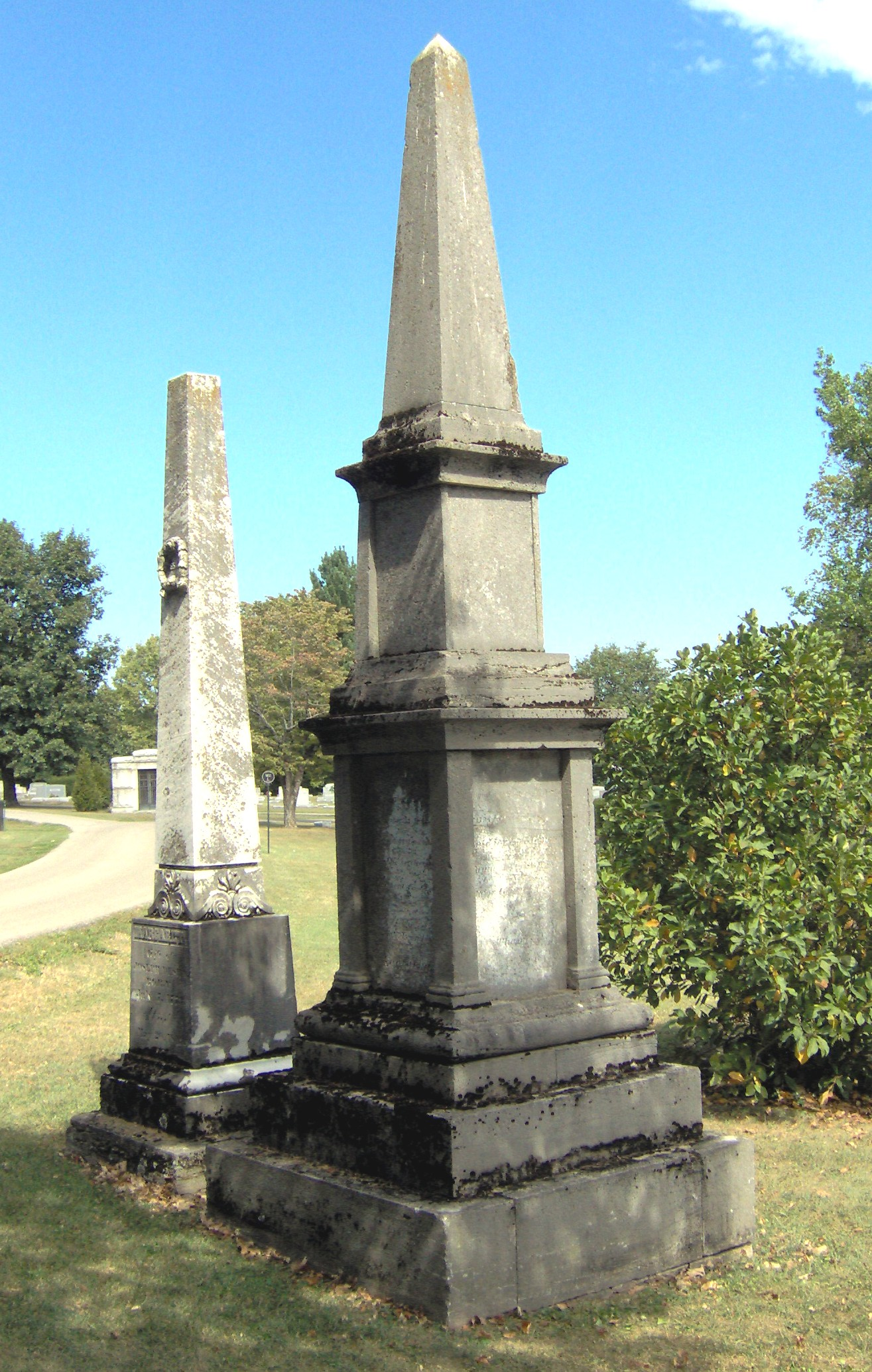
ジョージタウン墓地にあるデシェイとその妻の墓

デシェイの知事としての任期中におきた多くの論争がその評判を著しく傷つけた。歴史家のハリソンは、1825年にケンタッキー州を訪れた者が、「（デシェイは）才能があると言う人がいるが、私はその証拠にお目に掛かったことが無い」と言ったと記録している。ハリソンはさらに、「1828年までにケンタッキー州民の多くはその評価に同意するようになっていた」とも述べていた。
デシェイはその後継者として民主共和党候補のウィリアム・T・バリーを支持した。選挙戦初期の判断では国民共和党候補トマス・メトカーフに対してバリーがリードしていたが、最後はメトカーフが当選した。デシェイはメトカーフと政治的に一致するものが無かっただけでなく、知事という者は高貴に生まれた者であるべきと考えていた。メトカーフはアメリカ独立戦争の軍人の息子だったが、ニックネームの「古い石鎚」が示す通り、石工としてのプライドを示していた。当時石工は平民の職業と考えられていた。
憲法条文の曖昧さのために、メトカーフの任期はデシェイの任期が開ける8日前に始まることになっていた。デシェイは自分の任期を終わらせるようにしないと言ってメトカーフを非難し、公式の任期が終わるまで知事公舎を明け渡さないと脅した。歴史家のクラークは、メトカーフと支持者数人が土地の酒場でしこたま飲んだ後で暴徒となり、知事公舎に向かって力ずくでデシェイを立ち退かせたという伝説を記録している。当時の地元新聞に掲載された証言では、デシェイがメトカーフによる妨害もなく、平和的に公舎を後にしたと報じている。

## 晩年と死
デシェイは知事の任期が終わると公的生活から引退し、ハリソン郡の自分の農園に引きこもった。晩年には、医者をしていた息子の1人が住むジョージタウンに、妻のマーガレットと共に移転した。1842年10月11日、デシェイはジョージタウンの自宅で死に、その敷地に葬られた。ケンタッキー州がその墓に記念碑を建立した。1880年、デシェイの遺骸と記念碑はジョージタウン墓地に移された。